# Jürgen Renfordt

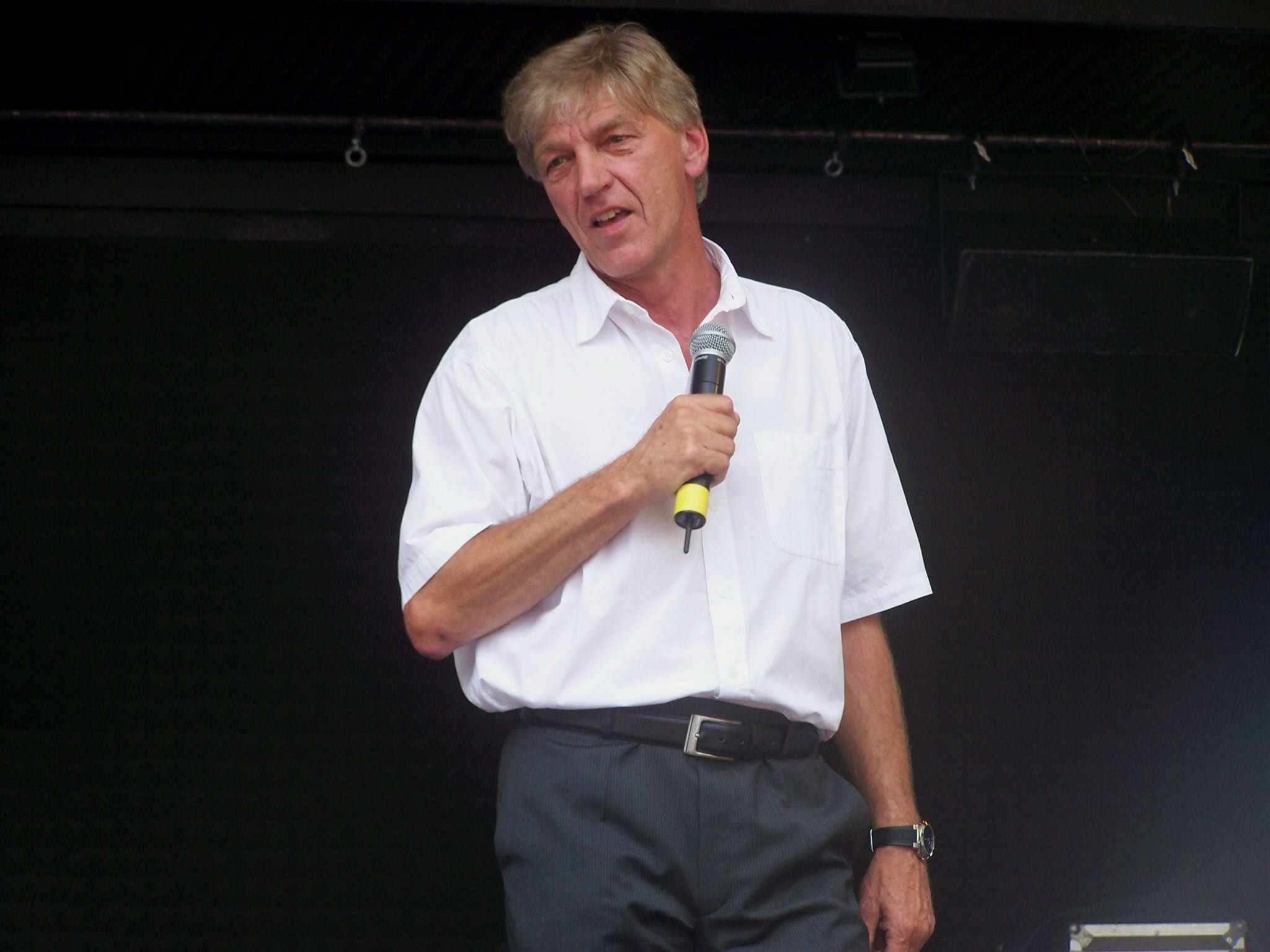
Jürgen Renfordt bei einem Auftritt auf dem NRW-Tag

Jürgen Renfordt (* 25. Januar 1955 in Wetter an der Ruhr) ist ein deutscher Schlagersänger, Komponist, Texter, Musikproduzent und ehemaliger WDR-4-Moderator.

## Leben
Renfordt studierte nach der Schule zunächst Germanistik und Sport an der Ruhr-Universität Bochum. Dann begann er als Sänger bei diversen Rockgruppen, bevor er sich dem deutschen Schlager widmete. Seit Anfang der 1980er Jahre hatte er Erfolge als Schlagersänger.
1981 nahm Renfordt an der deutschen Vorentscheidung zum Eurovision Song Contest teil. Sein Titel Barfuß durch ein Feuer kam auf Platz vier. Seit jener Zeit ist er Gast von vielen Musiksendungen im Fernsehen. 1984 nahm er erneut bei der deutschen Vorentscheidung zum Eurovision Song Contest teil. Sein Titel Tanz auf dem Vulkan kam auf Platz acht. Im selben Jahr nahm er mit Denise das Duett Kein Wort zuviel, die deutsche Aufnahme von Don’t answer me (The Alan Parsons Project), auf. 1985 belegte er mit Am Anfang der Zeit Platz neun bei der Vorentscheidung zum Eurovision Song Contest.
Dann wurde es für Renfordt als Interpret etwas ruhiger. Er arbeitete hauptsächlich als Komponist und Texter für viele Kollegen, schrieb Lieder für Sandy Wagner, Michael Holm, Ibo, Roy Black, Die Flippers und viele andere, bis er 1988 seinen bisher größten Erfolg Zu verkaufen: Ein schneeweißes Brautkleid hatte, der zum Kultschlager avancierte. Bemerkenswert daran ist, dass dieses Lied ebenfalls zum Vorentscheid des Grand Prix für Deutschland eingereicht wurde, aber die Radiovorauswahl nicht überstand.
Renfordt ist mit Beständigkeit in allen Bereichen auf dem Musikmarkt vertreten. Als Komponist gelangen ihm mehrere Charterfolge auch im Ausland. Von ihm komponierte Songs erreichten immer wieder weltweit Top-Platzierungen in den Verkaufscharts. Bis heute stammen nahezu 500 Titel aus seiner Feder.
Seit Jahren arbeitete er darüber hinaus bis Ende August 2023 als Radio- und Fernsehmoderator beim WDR in Köln und ist als Autor und Produzent tätig.

## Privates
Seit 2005 lebt Renfordt in Kevelaer  am linken Niederrhein.  Gemeinsam mit seiner Ehefrau Lydia organisiert er Individual- und Kleingruppenreisen nach Afrika, das er erstmals 2012 besuchte.

## Diskografie
Studioalben
| Jahr | Titel                       | Anmerkungen                                      |
| ---- | --------------------------- | ------------------------------------------------ |
| 1980 | Back On My Hill             | mit der Gruppe Faithful Breath, Sky Records      |
| 1989 | Herzgefühle                 | Erstveröffentlichung: 18. April 1989 bei Titan   |
| 1990 | Versuchs mal mit Liebe      | Erstveröffentlichung: 1990 bei Carat             |
| 1993 | Lust auf Gefühl             | Erstveröffentlichung: 1993 bei Carat             |
| 1995 | Für immer                   | Erstveröffentlichung: 1995 bei Carat             |
| 1996 | Regenbogenland              | Erstveröffentlichung: 1. Dezember 1996 bei Titan |
| 2002 | Wer lieben will muss fühlen | Erstveröffentlichung: 14. Januar 2002 bei SEM    |
| 2004 | Im Namen der Liebe          | Erstveröffentlichung: 26. Januar 2004 bei SEM    |
| 2007 | Renfordt                    | Erstveröffentlichung: 15. Juni 2007 bei SEM      |